# Louis Biester

Louis Biester

Louis Biester (* 3. August 1882 in Wenden, Landkreis Nienburg/Weser; † 16. Juni 1965 in Königsmoor, Landkreis Harburg) war ein deutscher Politiker der SPD.

## Leben und Beruf
Biester war Sohn eines Landwirts. Er absolvierte das Lehrerseminar in Stade und arbeitete von 1906 bis 1933 als Lehrer in Hamburg, wo er 1919 Landesvorsitzender des „Sozialistischen Lehrerbundes“ wurde. Seit 1919 wohnte er in Hoisbüttel im Kreis Stormarn.
Am 27. Juni 1933 wurde Biester von den Nationalsozialisten verhaftet (bis Januar 1934). Als Lehrer entlassen, zog er nach Nienburg/Weser zurück. Von 1939 an bewirtschaftete er einen Bauernhof bei Bremen. Nach dem 20. Juli 1944 wurde Biester erneut verhaftet (bis zum Kriegsende). 1952 zog er nach Königsmoor, wo er bis zu seinem Tode lebte.

## Partei
Biester gehörte seit 1912 der SPD an.

## Abgeordneter
Von 1920 bis 1933 war Biester Kreistagsabgeordneter im Kreis Stormarn, 1948 bis 1952 im Landkreis Osterholz. Als Nachfolger von Karl Frohme war er von 1924 bis 1933 Reichstagsabgeordneter für Schleswig-Holstein. Der niedersächsische Landtag wählte ihn 1949 zum Mitglied der ersten Bundesversammlung, die Theodor Heuss zum Bundespräsidenten wählte.

## Öffentliche Ämter
Biester war 1920 bis 1933 Amtsvorsteher in Hoisbüttel. Während des Kapp-Putsches im März 1920 verteidigte Biester mit 1.500 bewaffneten Putsch-Gegnern die Kreisverwaltung im Kreis Stormarn gegen die Putschisten und stand in dieser Zeit selbst an der Spitze des Kreisausschusses. Von der britischen Besatzungsmacht eingesetzt, war Biester 1946 ehrenamtlicher Landrat im Landkreis Osterholz. Auf seine Initiative geht die Gründung des Landkreistags der Provinz Hannover im Jahr 1946 zurück.